# Ларс и настоящая девушка
«Ларс и настоящая девушка» (англ. Lars and the Real Girl) — американо-канадская комедийная драма 2007 года.

## Сюжет
Житель безымянного городка Ларс страдает от тревожного расстройства личности и гаптофобии. Он живет в переоборудованном гараже и мало общается с окружающими. Испытывая постоянный стресс от необходимости социального взаимодействия, он неожиданно сталкивается с интересом, который проявляет по отношению к нему одна из сотрудниц офиса Марго, в котором он работает. Это приводит к развитию у Ларса бредового расстройства: он заказывает через Интернет секс-куклу, которую представляет своему брату и его жене как свою невесту Бьянку. Встревоженные члены семьи обращаются к доктору, которая в свою очередь советует подыграть Ларсу.
Смущённые поначалу обитатели городка со временем привыкают к Бьянке и принимают её в своё общество: она вместе с Ларсом посещает вечеринки и церковь, устраивается на работу, заводит подружек. Сам же Ларс невероятно доволен происходящим и, кажется, по-настоящему влюблён в свою девушку. Он возит Бьянку в инвалидном кресле, рассказывая историю её жизни. Якобы до их знакомства она занималась миссионерской деятельностью. Неразговорчивость невесты он объясняет чрезвычайной стеснительностью. Доктор определяет у Бьянки пониженное давление и рекомендует регулярные медосмотры, где также следит за состоянием Ларса. Между тем роман Ларса явно благотворно сказывается на его вовлечении в общественную жизнь города, у него тоже появляются друзья и знакомые. Чувства Марго к Ларсу между тем разгораются и она даже приглашает Ларса на свидание в боулинг. Однако тот быстро возвращается к невесте, не допуская и намека на измену.
Однажды утром Ларсу кажется, что Бьянка не проснулась. Крайне встревоженный он перевозит больную в госпиталь. Весь городок переживает за состояние Бьянки и в итоге она «умирает». Почившей устраивают настоящие похороны, на которых Ларс демонстрирует неподдельную скорбь. В итоге, расставшись с Бьянкой, Ларс, как и предполагал доктор, постепенно возвращается к нормальному психологическому состоянию. Он заводит разговор с Марго и приглашает её на прогулку.

## В ролях
| Актёр                  | Роль                 |
| ---------------------- | -------------------- |
| Райан Гослинг          | Ларс Линдстрём       |
| Пол Шнайдер            | Гас, брат Ларса      |
| Эмили Мортимер         | Карин, жена Гаса     |
| Патриша Кларксон       | доктор Дагмар Берман |
| Келли Гарнер           | Марго, коллега Ларса |
| Максвелл Маккейб-Локос | Курт, коллега Ларса  |
| Никки Гуаданьи         | миссис Петерсен      |

## Награды и номинации
- 2008 — номинация на премию «Оскар» за лучший оригинальный сценарий (Нэнси Оливер)
- 2008 — номинация на премию «Золотой глобус» за лучшую мужскую роль — комедия или мюзикл (Райан Гослинг)
- 2008 — номинация на премию Гильдии киноактёров США за лучшую мужскую роль (Райан Гослинг)
- 2008 — номинация на премию Гильдии сценаристов США за лучший оригинальный сценарий (Нэнси Оливер)
- 2007 — премия «Спутник» за лучшую мужскую роль — комедия или мюзикл (Райан Гослинг), а также три номинации: лучший фильм — комедия или мюзикл, лучшая женская роль — комедия или мюзикл (Эмили Мортимер), лучший оригинальный сценарий (Нэнси Оливер)
- 2007 — премия Национального совета кинокритиков США за лучший оригинальный сценарий (Нэнси Оливер), а также попадание в десятку лучших фильмов года